# Hardknox
Hardknox — британский музыкальный электронный дуэт, созданный Стивом Проктором и Линди Лэйтон.
Являются представителями электронной музыки направления брейкбит и биг-бит. Группа выпустила альбом в 1999 году и достаточно известна среди поклонников альтернативной музыки.

## Песни из альбома Hardknox
- Coz I Can (5:04)
- Fire Like This (4:38)
- Come In Hard (6:18)
- Coming Back With A Sword (7:21)
- Just Me 'N' You (6:10)
- Attitude (4:50)
- Who’s Money (5:51)
- Resistance Is Futile (5:31)
- Psychopath (5:07)
- Ain’t Going Down (8:04)
- Attitude (The Strongroom Mix) (5:47)
- Ashes_To_Ashes_(Hardknox_Alternative_Mix) (6:03)